# Soziogramm

Soziogramm einer Kleingruppe

Ein Soziogramm (lat. socius ‚Genosse‘, ‚Gefährte‘ und altgr. γράμμα grámma ‚Zeichen‘) ist die graphische Darstellung der Beziehungen in einer Gruppe, etwa in einer Schulklasse oder in einem Unternehmen. Diese Methode wurde von Jacob Levy Moreno entwickelt. Ausgehend von Daten einer soziometrischen Erhebung werden in der Darstellung Beziehungen beispielsweise durch verschiedene Pfeile symbolisiert.

## Geschichte
Rudolf Lochner, der in Deutschland als (Mit-)Begründer der deskriptiven Pädagogik gilt, war der erste, der den Begriff des Soziogramms in die wissenschaftliche Fachsprache einführte und 1927 ein „Soziogramm der Volksschulklasse“ vorlegte. In der Psychologie war es in jener Zeit zu einer Flut von Psychogrammen (Merkmalslisten, Tafeln von Beschreibungspunkten, Fragebogen, Beobachtungsschemata) gekommen. Dies war „offensichtlich Anregung und methodisches Vorbild“ für sein Beschreibungsschema, Lochner selbst spricht von einem „Vollsoziogramm der Schülerbeobachtung“.
Der Begriff Soziogramm darf allerdings auf das Soziogramm von Lochner nur bedingt angewendet werden.
Lochners Schema enthält in 167 Punkten eine Unmenge von Hinweisen für praktische Erhebungen und Beobachtungen in der Klasse. Das Psychogramm Lochners war als Grundlage einer systematischen Schülerbeschreibung gedacht. Nach Elbing wollte er damit erreichen, mit einem umfassenden Schema von Gesichtspunkten („soziologisches Programm“) die Beschreibung zu systematisieren. Es geht hier nicht so sehr darum, die Struktur einer Klasse grafisch darzustellen. Das Schema, aber auch die Beschreibung selbst bezeichnet Lochner dann als Soziogramm.

## Anwendung
Ein häufiges Anwendungsgebiet stellt die Analyse der Beziehungen zwischen den Abteilungen und den Individuen in einem Unternehmen dar, um Arbeitsabläufe zu optimieren. Als Aktionssoziogramm kann ein Gruppenprozess bezeichnet werden, in dessen Verlauf die Mitglieder der Gruppe durch ihre Handlungen bestimmte Aussagen kenntlich machen. Beispielsweise kann die eine Ecke eines Raumes als Ort zum Repräsentieren einer negativen, die diagonal gegenüber liegende Ecke zum Repräsentieren einer positiven Aussage definiert werden. Wird nun eine Frage gestellt, die mit ja oder nein beantwortet werden kann, begeben sich die Personen in die entsprechende Ecke des Raumes oder, im Falle der Unentschiedenheit, an eine Position dazwischen.

## Fallbeispiel
Die Erhebung kann beispielsweise in einer Schulklasse dadurch erfolgen, dass jeder Schüler Fragen der Art beantwortet wie: „Neben wem möchtest du gerne sitzen?“ und drei Mitschüler benennen darf. Wenn Schüler A gern neben Schüler B sitzen möchte, weist in der Auswertung ein (schwarzer) Pfeil von A nach B.
Die graphische Darstellung ergibt dann einen anschaulichen Überblick über die erhobenen Daten. Beispielsweise werden Außenseiter sofort erkennbar, da auf sie nur wenige oder gar keine Pfeile gerichtet sind. Umgekehrt werden besonders beliebte Schüler sofort daran erkennbar, dass viele Pfeile auf sie gerichtet sind.
Die Veröffentlichung solcher Daten gegenüber den Betroffenen kann äußerst problematisch sein, da eventuell vorhandene Außenseiter möglicherweise noch stärker als zuvor in diese Rolle abgedrängt werden und der gleichsam objektive Nachweis dieser Position für sie eine zusätzliche, erhebliche Belastung darstellen kann.
Eine Lehrkraft kann jedoch aus diesen Daten wichtige Rückschlüsse auf den Zusammenhalt einer Schulklasse ziehen und so besser langfristig korrigierend eingreifen. Aus dem Soziogramm ergibt sich, wer in der Gruppe als informeller Gruppenführer und wer als Außenseiter fungiert.